# Dany Caron
Pour les articles homonymes, voir Caron.
Andrée Adinolfi, dite Dany Caron, est une actrice française née le 24 mars 1929 à Marseille et morte le 13 septembre 2015 dans la même ville.

## Filmographie
- 1948 : L'École buissonnière de Jean-Paul Le Chanois : Cécile
- 1953 : L'Envers du paradis de Edmond T. Gréville : Louisette
- 1954 : Le Tournant dangereux de Robert Bibal
- 1956 : Sous le ciel de Provence de Mario Soldati
- 1957 : Le Cas du docteur Laurent de Jean-Paul Le Chanois : Une habitante de Saint-Martin-Vésubie

## Référence
1. ↑  État civil sur le fichier des personnes décédées en France depuis 1970